# Every Witch Way
Every Witch Way foi uma telenovela estado-unidense transmitida entre 1 de Janeiro de 2014 a 31 de Agosto de 2015 nos Estados Unidos. A novela é a versão americana da telenovela Grachi da Nickelodeon Latinoamérica. 
A primeira temporada conta originalmente com 40 episódios. Em 4 de Março de 2014, a novela foi renovada para uma segunda temporada, com novos personagens. A segunda temporada estreou em 7 de Julho de 2014, com 25 episódios. A segunda temporada de 10 de novembro a 11 de dezembro de 2014, com 24 episódios. A terceira temporada entre 4 a 31 de agosto de 2015, com 20 episódios. A quarta e última temporada entre 7 de novembro a 6 de dezembro de 2015, com 20 episódios. Teve um especial exibido, em 3 de agosto de 2015.
Por conta do fuso horário do Acre e da exibição ao vivo do Jornal Nacional, a série passou a ser transmitida na Sessão da Tarde da Rede Amazônica Rio Branco e Cruzeiro do Sul, substituindo os filmes e com tempo reduzido. A série já foi exibida pela TV Globo (parabólica) na faixa do Praça TV 1ª Edição.

## Enredo

### Every Witch Way (Com 4 temporadas)
A série segue as aventuras de Emma Alonso, uma garota de 14 anos, que descobre que possui grandes poderes e responsabilidades, como a escolhida, a bruxa mais poderosa do reino, tem que manter seus poderes e seu título e ao mesmo tempo passar pelas transições da adolescência.

## Sinopse

#### 1.ª Temporada (Com 21 episódios, sendo 1 especial, Na Globo 40 Episódios, sendo 1 especial)
Emma se muda para a cidade de Miami, Flórida, com seu pai, Francisco, onde ela descobre que é uma bruxa com grandes poderes e responsabilidades. Lá, ela faz vários amigos, incluindo Lily, a enfermeira da escola, que é sua guardiã; 

#### 2.ª Temporada (Com 25 episódios/no Brasil 24 episódios, sendo 1 especial)
É um novo ano em Iridium High. Emma e seus amigos retornam à escola, exceto... Maddie, que se recusa a aceitar que perdeu seus poderes. Este ano está cheio de novidades: Emma recuperou seus poderes, mas não contou nada a Daniel. O pai de Emma é o novo diretor e há um novo aluno na escola, Jax Novoa, transferido de Sydney, Austrália.
Além dessas novidades, este ano é especial, pois haverá uma lua mágica chamada "Lua Locca". Durante esse período, as bruxas e magos devem tomar cuidado, pois a lua tem efeitos estranhos sobre eles.
Logo, o Conselho das Bruxas, os conselheiros do reino mágico responsáveis por liderar o reino até que a Escolhida cresça e seja responsável o bastante, dizem a Emma que ela não deve continuar namorando Daniel, a menos que ela desista de seus poderes. No entanto, devido ao seu título como "Escolhida" e seus poderes, ela não pode fazer isso, ao mesmo tempo em que não quer terminar com Daniel.
No começo, Jax Novoa parece ser apenas um garoto normal para Emma e todos os outros. No entanto, ele acaba revelando a Emma que é um mago. Ele começa a desenvolver sentimentos por Emma depois que ela cria uma série de clones. Após seu pai ter uma briga com o conselho, ele ordena que Jax, seu filho rebelde, cumpra o plano de influenciar e controlar a Escolhida. Em seguida, vem a "Lua Locca", que faz com que magos e bruxas ajam estranhamente e até mudem suas personalidades, trazendo muitos problemas para Emma e seus amigos

#### 3.ª Temporada (Com 19 episódios, sendo 1 episódio duplo)
O verão está quase no fim, e o pessoal está aproveitando a praia e seu tempo livre. Diego, Gigi, Daniel e Emma estão trabalhando no Clube de Praia Sete, o novo ponto de encontro da turma, onde Maddie, as Panteras e Andi costumam frequentar.
Enquanto isso, Jax está participando do Acampamento dos Rebeldes como punição por tentar destruir o reino mágico com o clone mal de Emma. O resto da turma também conhece uma encrenqueira misteriosa, Mia. Mia é uma Kanay rebelde com pavio curto, natureza impulsiva e habilidades mágicas afiadas... e está interessada em Daniel. O relacionamento de Daniel e Emma está muito estável no início, mas com o interesse de Emma por Jax se desenvolvendo e Mia colocando uma marca de aranha em Daniel, libertando seu lado mal, bem, resumindo, as coisas estão apenas começando a esquentar!

#### 4.ª Temporada (Com 20 episódios)
Após a decisão de Emma, ela desencadeia uma ruptura no tempo, ou seja, uma falha no espaço contínuo, e Daniel acaba caindo em outra vida, onde ele se vê em uma realidade completamente diferente nos Everglades, e todos, exceto Emma, o esquecem. A vida de Emma muda drasticamente, e suas lembranças com Daniel passam para Jax. Para piorar, o Conselho está furioso com Emma depois que ela troca eles por Jax. Emma consegue rastrear a localização de Daniel e convence Lily e todos a irem para os Everglades levá-lo de volta para Miami para restaurar suas memórias e sua vida. No entanto, Emma tem pouco tempo para resolver isso, caso contrário, Daniel desaparecerá da face da terra para sempre.
No restaurante Lola's, devido às especiarias mágicas de Talia Parra, Daniel recupera partes de sua vida (apenas até uma semana antes de Emma chegar a Miami), mas depois que Emma reconhece que escolheu Jax e recusa um beijo de Daniel, ela finalmente consegue desfazer a ruptura no tempo. Enquanto isso, Jax vive em conflito com sua família depois de descobrir que tem uma irmã e que sua mãe está viva e protegida pela família dos Van Pelt. Jake tenta proteger Jax e Jessie e fazê-los mudar de ideia sobre ele. Jake logo revela que Liana não é apenas humana. Jax acredita que Jake é o vilão desta história... E isso é apenas o começo. Depois que Emma tem a ideia de voltar no tempo para recuperar sua mãe, Liana revela seu plano e que o orbe, além de manipular o tempo, absorve poderes, e que ela planejou tudo para que Emma conjurasse o orbe. No final da série, Jessie finalmente recebe seus poderes. Tudo começa com um pequeno mal-estar, mas com a ajuda de Jessie, Emma, Andi e Jax finalmente derrotam Liana, que é sugada pelo portal para o limbo. Depois de ver Daniel pela última vez nos Everglades, Emma anuncia que Andi vai para a WITs Academy para seu treinamento de guardiã, e Emma dá o Hex a Andi para que ela cuide dele, para que no futuro ele possa ajudar Emma a governar o reino.

## Personagens Principais
- "'Paola Andino"' como "'Emma Alonso"' , Emma é uma bruxa cheia de energia, portadora de grandes poderes e do título de "escolhida" ela tem a grande responsabilidade de governa o reino mágico, e ao mesmo tempo passa pelas transições da adolescência.
- "'Nick Merico"' como "'Daniel Miller"', Bonito e popular, Daniel é o capitão da equipe de natação, além de ser o primeiro amor de Emma. A sua vida passa por uma reviravolta depois que ele conhece Emma, e Maddie ganha seus poderes.
- "'Paris Smith"' como "'Maddie Van Pelt"', Maddie além de ser super popular, e líder das panteras ela também é bruxa. Ela e Emma possuem uma grande rivalidade mas como a série progride as duas viram "aminimigas".
- "'Rahart Adams"' como "'Jax Novoa"' (2° , 3° e 4° temporada), Jax é um mago rebelde que chega no colégio Iridium com tudo, e ele logo se aproxima da escolhida e acaba desenvolvendo sentimentos pela garota. Com o tempo Jax aprende com seus erros e ganha a confiança de todos, e também o coração de Emma.
- "'Daniela Nieves"' como "'Andi Cruz"',Andi é uma humana que sabe muito sobre bruxas, além de sua avó contar histórias sobre bruxas, ela é amiga de uma.Seu sonho é se torna uma guardiã.
- "'Tyler Alvarez"'como "'Diego Rueda"', Diego é um dos tubarões, e é um Churi Kanay, Diego não possui muita prática com seus poderes e tenta enfrentar a adolescência como qualquer um. A partir da segunda temporada ele começa a namorar Maddie.
- "'Denisea Wilson"' como "'Katie Rice"', katie é uma das panteras, e sabe tudo sobre Maddie, além de ser a braço dereito dela, e sua melhor amiga, ela é responsável por fazer seus deveres.
- "'Autumn Wendel"' como "'Sophie Johnson"',Sophie também é uma pantera, como Katie sabe que Maddie é uma bruxa, ela não é muito inteligente e seu grande amor é um lagarto.
- "'Zoey Burger"' como "'Gigi Rueda"',A fofoqueira da escola sempre está por cima de tudo, menos que na escola existem bruxas. Ela é a irmã de Diego, mas não possui nenhum poder.Graças aos feitiços de Maddie sempre perde a memoria quando descobre sobre a magia.
- "'Elizabeth Elias"' como "'Mia Velez"' (3° e 4° temporada), Mia é uma garota misteriosa que apareceu do nada causando problemas com a turma, ela possui um segredo e uma grande sede de vingança. No Erveglandes ela é uma garota totalmente diferente. Mas nos dois mundos ela ganhou o coração de Daniel.

## Personagens recorrentes
- "'Melissa Carcache"' como"' Lily"',Lily é uma guardiã que ganhou a responsabilidade de cuida da bruxa mais poderosa do reino, Emma, além de ganha a gratidão, e a confiança dela.
- "'Todd Allen Durkin"'como "'Agamemnon"' (2°, 3° e 4° temporada), Ele é um dos membros do conselho mais rigoroso, e severo Agamemnon desafia até a escolhida.
- "'Katie Barberi"' como "'Úrsula Van Pelt"', Úrsula é sapeca, engraçada e cheia de estilo - A personalidade perfeita para alguém que já é mãe.Ú rsula é a única da familia que naceu sem poderes - Seu sonho se realizou nem que seja só por um tempo ela ficou com os poderes de sua filha Maddie.
- "'Rene Lavan"' como "'Francisco Alonso"', Ele é o pai de Emma, e professor de matemática. A partir da segunda temporada ele passa a ser o Diretor.
- "'Julia Antonelli"' como "'Jessie Novoa"', A irmã de Jax é uma figura e está louca para que seus poderes chegue logo.
- "'Richard Lawrence-O'Bryan"' como "'Jake Novoa"' (4° temporada), Jake é um mago mal compreendido pela sua família e por todos ao seu redor...Mas sabem o que dizem  - nunca julguem o livro pela capa.
- "'Louis Tomeo"' como "'Robert Miller"'
- "'Jason Drucker"' como "'Tommy Miller"'
- "'Jackie Frazey"' como "'Melanie Miller"'
- "'Liam Obergfol"' como "'Philip Van Pelt"' (2° e 3° temporada)
- "'Ethan Estrada"' como "'Oscar"' (3° temporada)
- "'Nicolás James"' como "'Hector"' (3° temporada)
- "'Whitney Goin"' com  "'Christine Miller"'
- "'Demetrius Daniels"' como "'Sebastian"'
- "'Lisa Corraro"' como "'Ramona"' (2° temporada), Uma dos menbros do conselho que sofre nas mãos da "Desdemona má", ela quer ser livre e sempre dar uma de bruxa fugitiva.

- "'Kendall Ryan Sanders"' como "'Tony Myers"' (1° temporada), Ele é um garoto inteligente, aspirante a mágico ilusionista - Mas seus truques não são muitos bons.
- "'Mavrick Moreno"' como "'Mac Davis"' (1° temporada), Mac é um dos tubarões, apesar de está na equipe de natação ele não gosta de tomar banho.
- "'Rafael de La Fuente"' como "'treinador Júlio"' (1° temporada), Júlio ê o filho adotivo da diretora, ele é um sapo...sério ele é.Apesar de ser filho da diretora ele é bom.
- Viloes:
- "'Mia Matthews"' como "'Desdêmona"' (2°, 3° e 4° temporada) A conselheira do reino tem una personalidade frágil, na lua lucca. Nesse período ela passou de bruxa boa, a bruxa má.

```
* "'
Michele Verdi
"' como "'Diretora Torres/Srta.Torres"'(1 e 4° temporadas): A Diretora do colégio que é na verdade uma terrível bruxa do mal que quer dominar o mundo e o reino mágico roubando os poderes de Emma.
```

- "'Betty Monroe"' como "'Liana Woods/Novoa"' (4° temporada), Ela é a mãe de Jax que ele pensava que morreu, ela volta mas com um grande plano maligno pro trás dessa farsa.

## Temporadas
| Temporada | Temporada | Episódios                 | Exibição original      | Exibição original      | Exibição Brasil        | Exibição Brasil        | Exibição Rede Globo   | Exibição Rede Globo   |
| Temporada | Temporada | Episódios                 | Estreia                | Final                  | Estreia                | Final                  | Estréia               | Final                 |
| --------- | --------- | ------------------------- | ---------------------- | ---------------------- | ---------------------- | ---------------------- | --------------------- | --------------------- |
|           | 1         | 21(contando com especial) | 1 de janeiro de 2014   | 30 de janeiro de 2014  | 14 de julho de 2014    | 8 de agosto de 2014    | 20 de julho de 2016   | 12 de janeiro de 2017 |
|           | 2         | 24                        | 7 de julho de 2014     | 8 de agosto de 2014    | 10 de novembro de 2014 | 11 de dezembro de 2014 | 13 de janeiro de 2017 | 15 de julho de 2017   |
|           | Especial  | Especial                  | 26 de novembro de 2014 | 26 de novembro de 2014 | 3 de agosto de 2015    | 3 de agosto de 2015    | 12 de janeiro de 2017 | 12 de janeiro de 2017 |
|           | 3         | 20                        | 5 de janeiro de 2015   | 30 de janeiro de 2015  | 4 de agosto de 2015    | 31 de agosto de 2015   | Não Foi Exibida       | Não Foi Exibida       |
|           | 4         | 20                        | 6 de julho de 2015     | 30 de julho de 2015    | 7 de novembro de 2015  | 6 de dezembro de 2015  | Não Foi Exibida       | Não Foi Exibida       |

## Episódios
"No Brasil a primeira temporada possui 21 episódios, a segunda 23 episódios, a terceira 19 e a quarta 20. A série também possui muitas cenas e episódios que nuncam foram mostrados no Brasil e em outros países"

### 1° Temporada
| #  | Título no Brasil               |
| -- | ------------------------------ |
| 1  | A Descoberta                   |
| 2  | O Grande Resgate               |
| 3  | Entrando Numa Fria             |
| 4  | Eu Sou Uma Bruxa               |
| 5  | Clube de Luta de Magia         |
| 6  | Macaquices. Part 1             |
| 7  | Macaquices. Part 2             |
| 8  | Mac-sic-cle                    |
| 9  | Eu Só Falo ao Contrario        |
| 10 | Eu Quero Dançar com Você       |
| 11 | Iguana Cade Você?              |
| 12 | A Culpa é da Iguana            |
| 13 | Panterizada                    |
| 14 | Andando Como Pantera           |
| 15 | Voleibol de Praia              |
| 16 | Lily, o Sapo                   |
| 17 | Contos de Uma Bruxa (Especial) |
| 18 | Gripe de Bruxa                 |
| 19 | Hexoren + Hexoren              |
| 20 | Ela é Uma Bruxa                |
| 21 | A Escolhida (Final)            |

### 2° Temporada
| #  | Título no Brasil                    |
| -- | ----------------------------------- |
| 1  | Jax de Copas                        |
| 2  | Bruxa Fugitiva                      |
| 3  | Torta de Amor                       |
| 4  | Poderes Emprestados                 |
| 5  | A Lua Locca                         |
| 6  | Daniel Quem?                        |
| 7  | Não Faça Isso                       |
| 8  | Lobos na Siberia                    |
| 9  | Nunca Durma em, Uma Festa do Pijama |
| 10 | Fora de Controle                    |
| 11 | Problemas em Dobro                  |
| 12 | Emma ao Quadrado                    |
| 13 | A Senhorita Serva                   |
| 14 | O Rompimento                        |
| 15 | Emma quer Biscoito                  |
| 16 | A Tempestade                        |
| 17 | Sobre um Mago                       |
| 18 | O Aniversário na Praia              |
| 19 | Andi e Philip                       |
| 20 | Não Somos Amigas                    |
| 21 | O Abismo                            |
| 22 | Emma contra Emma. Part 1            |
| 23 | Emma contra Emma. Part 2 (Final)    |
| 24 | Especial "Spellbound"               |

### 3° Temporada
| #  | Título no Brasil             |
| -- | ---------------------------- |
| 1  | Clube de Praia               |
| 2  | Emma Rebelde                 |
| 3  | Sempre Você                  |
| 4  | Todos Sigam as Regras        |
| 5  | Festa de Fim de Verão        |
| 6  | Daniel Perveso               |
| 7  | Não é Mais Um Cara Bonzinho  |
| 8  | Chega dessa Aranha           |
| 9  | Vai e Volta                  |
| 10 | El Cristal Del Caballero     |
| 11 | Kanay Vs. Kanay              |
| 12 | Eu Invisível                 |
| 13 | A Verdade Sobre os Kanays    |
| 14 | Zombie no Time de Resgate    |
| 15 | O Canguru Jax                |
| 16 | Desafio                      |
| 17 | Parem Essa Bruxa             |
| 18 | A Kanay Volta a Atacar       |
| 19 | A Nova Líder. Part 1         |
| 20 | A Nova Líder. Part 2 (Final) |

### 4° Temporada
| #  | Título no Brasil                           |
| -- | ------------------------------------------ |
| 1  | Um Mundo Sem Você                          |
| 2  | Viajando no Trailer                        |
| 3  | Ele está no Everglades                     |
| 4  | Presos na Tempestade                       |
| 5  | Contos de Duas Vidas                       |
| 6  | Irmãzinha                                  |
| 7  | Almoço no Lola's                           |
| 8  | Carinha de Macaco                          |
| 9  | Contagem Regresiva                         |
| 10 | Diego Limpe!. Part 1                       |
| 11 | Diego Limpe!. Part 2                       |
| 12 | A Reunião dos Van Pelts                    |
| 13 | A Triade                                   |
| 14 | Poderes ao Extremo                         |
| 15 | E se...                                    |
| 16 | Aminimigas                                 |
| 17 | Querida Mamãe                              |
| 18 | Emma Pare!                                 |
| 19 | O Sacrifício de Uma Garota. Part 1         |
| 20 | O Sacrifício de Uma Garota. Part 2 (Final) |

## Spin-off W.I.T.S Academy
A telenovela possui um spin-off chamado WITS academy. WITS Academy se passa após os acontecimentos da quarta temporada, contando a vida de Andi se tornando uma guardiã.